# Dodge Deluxe

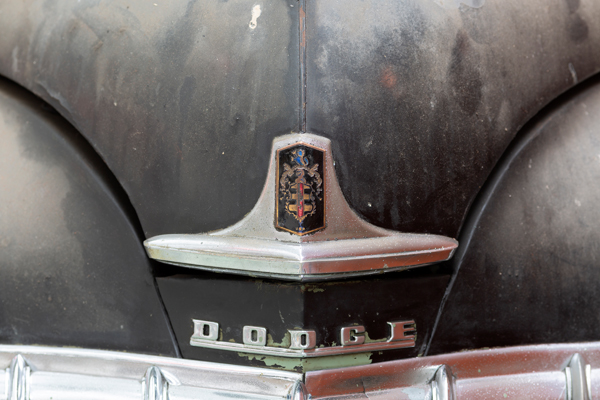
Voici un exemple de logo pour la voiture Dodge Deluxe.

La Dodge Deluxe est une automobile full-size qui a été produite par Dodge aux États-Unis de 1946 jusqu'au début de 1949.

## Aperçu
La Deluxe a été introduite en 1946 en tant que niveau de finition le plus bas de la gamme Dodge D-24. Elle différait de la Custom de niveau de finition supérieur en termes de garnitures intérieures et de sièges et il manquait les doubles essuie-glaces électriques et les baguettes extérieures chromées autour des vitres de la Custom. La Deluxe était offerte en modèles berline 2 portes, berline 4 portes et coupé 2 portes. Elle roulait sur un empattement de 119,5 pouces et était propulsée par un moteur six cylindres en ligne 230. Une transmission manuelle à trois vitesses était de série tandis que l'option «Fluid Drive» n'offrait «aucun contact métal sur métal entre la source d'alimentation et l'entraînement». Elle utilisait du Petrol Gasoline comme carburant standard.
Les changements pour les voitures des années modèles 1947 et 1948 étaient minimes et à partir du 1er décembre 1949, toutes les unités étaient considérées comme des modèles de 1949 à des fins d'enregistrement. La réelle gamme des Dodge de 1949 a été introduite en avril 1949, le nom Meadowbrook étant maintenant utilisé pour le modèle full-size de niveau de finition le plus bas.

## Canada
Au Canada, les bases de la Dodge Deluxe (et la Special Deluxe) ont été utilisées en 1942, puis de 1946 à 1950 pour les modèles les moins chers de la gamme Plymouth. Elles correspondaient en grande partie à la Plymouth Deluxe, avec quelques pièces de finition Dodge.